# Alopecosa sokhondoensis
Alopecosa sokhondoensis este o specie de păianjeni din genul Alopecosa, familia Lycosidae, descrisă de Dmitri Viktorovich Logunov și Marusik, 1995. Conform Catalogue of Life specia Alopecosa sokhondoensis nu are subspecii cunoscute.